# Francourville
Francourville is een gemeente in het Franse departement Eure-et-Loir (regio Centre-Val de Loire). De gemeente telt 800 inwoners (2004). De gemeente behoort tot het  kanton Auneau van het arrondissement Chartres.

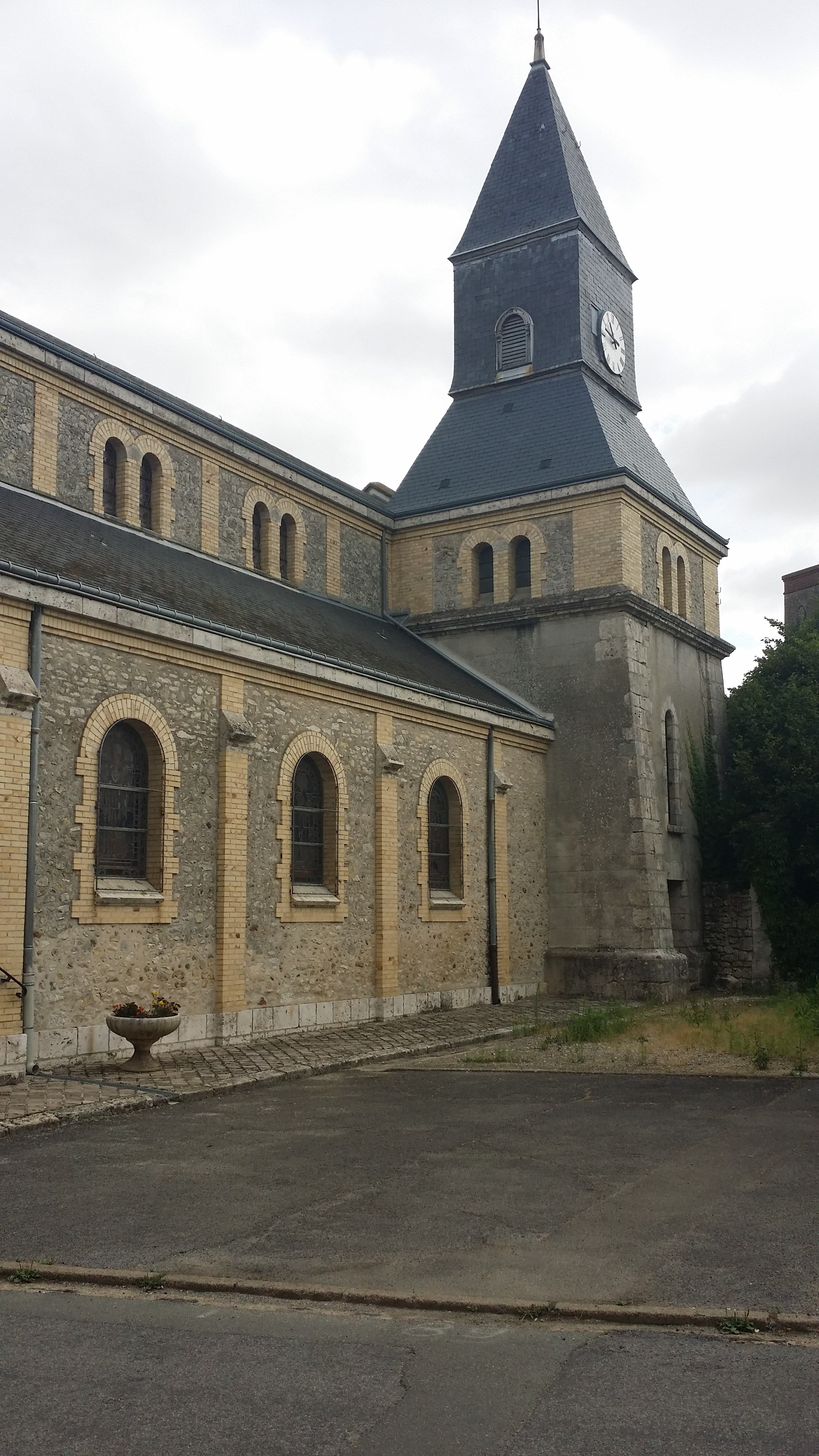
Église Saint-Étienne

## Geografie
De oppervlakte van Francourville bedraagt 18,3 km², de bevolkingsdichtheid is 43,7 inwoners per km².
In de gemeente liggen nog de gehuchten Senneville, Encherville en Auzainville. In het zuiden ligt het gehucht Boinville au Chemin op de grens met buurgemeente Prunay-le-Gillon.
De onderstaande kaart toont de ligging van Francourville met de belangrijkste infrastructuur en aangrenzende gemeenten.

## Bezienswaardigheden
- De Église Saint-Étienne

## Demografie
Onderstaande figuur toont het verloop van het inwonertal (bron: INSEE-tellingen).